# William Amorim
William Douglas de Amorim (* 15. prosince 1991, Votorantim, Brazílie) známý také pouze jako William, je brazilský fotbalový záložník, od roku 2016 hráč klubu FC Steaua București.

## Klubová kariéra
William Amorim odešel v roce 2010 z Brazílie do Evropy do rumunského klubu FC Astra Giurgiu. S klubem vyhrál v sezoně 2013/14 rumunský pohár a v ročníku 2015/16 ligový titul, představil se i v Evropské lize.
V roce 2016 přestoupil do klubu FC Steaua București.